# Pierre Simo
Pierre Simo est un Upéciste de Bayangam, maquisard (Chateaubriant était son nom de guerre) et capitaine général du SDNK au Cameroun, à la veille des indépendances.

## Biographie

### Exécution
Pierre Simo est exécuté publiquement le 10 juillet 1959 à Bafoussam à la suite d’un verdict prononcé par le tribunal militaire de Dschang, 
Sa disparition, et le vide au sommet du SDNK marque le début de querelles autour de la gestion des fonds collectés dans les maquis. Ce qui induit  des dissensions au sein du SDNK entre Paul Momo et Singap Martin. 